# Calamus brachysomus
Calamus brachysomus es una especie de peces de la familia Sparidae en el orden de los Perciformes. Comúnmente conocida como mojarra mueluda

## Morfología
• Los machos pueden llegar alcanzar los 61 cm de longitud total.

## Distribución geográfica
Se encuentra en las  costas del Pacífico oriental (desde el sur de California hasta el Perú ).